# Рибенець (Куявсько-Поморське воєводство)
Рибенець (пол. Rybieniec, нім. Ribenz) — село в Польщі, у гміні Стольно Хелмінського повіту Куявсько-Поморського воєводства.
Населення — 374 особи (2011).
У 1975-1998 роках село належало до Торунського воєводства.

## Демографія
Демографічна структура станом на 31 березня 2011 року:
|          | Загалом | Допрацездатний вік | Працездатний вік | Постпрацездатний вік |
| -------- | ------- | ------------------ | ---------------- | -------------------- |
| Чоловіки | 190     | 45                 | 126              | 19                   |
| Жінки    | 184     | 43                 | 107              | 34                   |
| Разом    | 374     | 88                 | 233              | 53                   |